# Sả bụng lam
Sả bụng lam (danh pháp hai phần: Coracias cyanogaster) là một loài chim thuộc họ Sả rừng.
Sả bụng lam sinh sản khắp châu Phi trong một vành đai hẹp giữa Senegal đến đông bắc Zaire. Nó định cư ngoại trừ một số di chuyển theo mùa địa phương. Loài chim này dài 28–30 cm. Nó có lưng xanh lục đậm, đầu và cổ và ngực trắng, phần còn lại chủ yếu màu xanh biển. 